# Bere (Botswana)
Bere – wieś w Botswanie w dystrykcie Ghanzi. Według spisu ludności z 2011 roku wieś liczyła 559 mieszkańców.